# Dum Dum Girls
Dum Dum Girls er et indiepop/rock-band fra USA.

## Diskografi

### Studiealbum
- I Will Be (2010, HoZac Records/Sub Pop)
- Only in Dreams (2011, Sub Pop)
- Too True (2014, Sub Pop)

### EP'er
- Dum Dum Girls (2008, Zoo Music)
- Dum Dum Girls (2009, Captured Tracks)
- He Gets Me High (2011, Sub Pop)
- End of Daze (2012, Sub Pop)

### Singler
- "Longhair" (2008, HoZac Records)
- "Jail La La" (2010, Sub Pop)
- "Pay for Me/Before It's Gone" split with Male Bonding (2010, Sub Pop)
- "Stiff Little Fingers" (2010, Hell Yes! Records)
- "Bhang Bhang, I'm a Burnout" (2010, Slumberland Records)
- "Coming Down (Edit)" (2011, Sub Pop)
- "Merry Xmas, Baby (Please Don't Die)" with Crocodiles (2011, Hell Yes! Records)
- Rookie Tunes split flexi disc with Supercute! (2012, Drawn & Quarterly)
- "Lord Knows"" (2012, Sub Pop)
- "Lost Boys & Girls Club" (2013, Sub Pop)
- "Rimbaud Eyes" (2014, Sub Pop)
- "On Christmas" (2014, self-released)
- "Coming Down" (2015, Sub Pop)
- "Red Sun" with Merchandise (2016, Sub Pop)

### Opsamlingsalbums
- Blissed Out cassette (2010, Art Fag Recordings)

### Gæsteoptrædener
- "Longhair" on Rough Trade Shops Indiepop 09 (2009, Cooperative Music)
- "Longhair" and "Mercury Mary" on HoZac Hookup Klub Round One (2010, HoZac Records)
- "Brite Futures" on Yeti 7 (2010, Yeti Publishing LLC)
- "Brite Futures" on 7" EP Hollow Hollow Eyes/Moon Tan/Brite Futures/The Weekend Starts Here (2010, Art Fag Recordings)
- "New Beginning" on Chickens in Love (2010, 826LA/Origami)
- "Jail La La" on The Hyper Fidelity (2010, Cargo Records)
- "Coming Down (Radio Edit)" on Hand Picked: Sub Pop 2011 from Ours to Yours (2011, Sub Pop)
- "Lost Boys and Girls Club" on Hey! Ho! Let's Go! (15 Tracks of the Best New Music)  (2013, Uncut)
- "On Christmas" on digital EP Noise to the World 2 (2014, Converse)
- "I Was Never Punk" on Stupid Punk Boy (2015, Girlsville)
- "Coming Down" on Music from the Original Series Orange Is the New Black Seasons 2 & 3 (2015, Universal Music Enterprises)
- "Letter to Hermione" (David Bowie cover) on A Salute to the Thin White Duke - The Songs of David Bowie (2015, Cleopatra Records)

### Videoer
- "Catholicked"
- "Jail La La"
- "Blank Girl"
- "Bhang Bhang, I'm a Burnout"
- "He Gets Me High"
- "Bedroom Eyes"
- "Coming Down"
- "Lord Knows"
- "Lost Boys & Girls Club"
- "Too True to Be Good"
- "Are You Okay?"
- "Rimbaud Eyes"
- "Under These Hands"

| Musikgruppe | Spire Denne artikel om en amerikansk musikgruppe er en spire som bør udbygges. Du er velkommen til at hjælpe Wikipedia ved at udvide den. |